# Troy Elder
Troy Elder (* 15. Oktober 1977 in Bunbury, Western Australia) ist ein australischer Hockeyspieler. Der Mittelfeldspieler stand im Kader der australischen Hockeynationalmannschaft (Kookaburras), mit der er bei den Olympischen Sommerspielen 2004 die Goldmedaille gewann. Bei den Olympischen Spielen 2000 gewann er mit der australischen Mannschaft die Bronzemedaille. Troy Elder ist besonders als Schütze bei Strafecken bekannt.
Elder spielte in Australien in der Australian Hockey League (AHL) für die Queensland Blades und wurde bei der Feldhockey-Weltmeisterschaft der Herren 2002 als bester Spieler ausgezeichnet.
Zur Saison 2000/2001 wechselte Elder in die niederländische Hoofdklasse, um dort bei Oranje Zwart in Eindhoven zu spielen. Im Jahr 2005 wurde er mit Oranje Zwart niederländischer Meister.